# Boenasa nigrorosea
Boenasa nigrorosea là một loài bướm đêm thuộc phân họ Arctiinae, họ Erebidae.